# Baixir ibn Sad
Baixir ibn Sad (àrab: بشير بن سعد, Baxīr ibn Saʿd) (? - 633) fou un medinès, de la tribu dels Banu Khàzraj, un dels primers conversos a l'islam i company del profeta Muhàmmad.
Va prendre part a totes les batalles del temps de Muhàmmad i va dirigir personalment una expedició a Fadak contra els Banu Murra (desembre del 628), en la qual fou ferit greu i deixat per mort al camp de batalla quan els seus homes es van retirar derrotats. També participà en una, el 629, contra els Ghatafan, dirigits per Uyayna ibn Hisn, en la qual va obtenir la victòria. A la mort de Muhàmmad fou dels primers a donar suport a Abu-Bakr as-Siddiq. Després va participar en l'expedició a Iraq i va estar present a la conquesta d'al-Hira per Khàlid ibn al-Walid. Va morir el 633, en combat o a causa d'una ferida rebuda en un combat anterior.